# 神崎村 (京都府)
神崎村（かんざきむら）は、京都府加佐郡にあった村。現在の舞鶴市の北西部、由良川の河口右岸にあたる。

## 地理
- 山岳：槙山
- 河川：由良川

## 歴史
- 1889年（明治22年）4月1日 - 町村制の施行により、蒲江村・油江村・神崎村の区域をもって発足。旧神崎村に大字東神崎・西神崎を設置。
- 1955年（昭和30年）4月20日 - 岡田上村・岡田中村・岡田下村・八雲村と合併して加佐町が発足。同日神崎村廃止。

## 交通

### 鉄道路線
村域を日本国有鉄道の宮津線（現・京都丹後鉄道宮舞線）が通過したが、駅は所在しなかった。現在は旧村域に丹後神崎駅が所在するが、当時は未開業。